# Лобушна
Лобушна́ (також уживається назва Олександрівка) — колійний пост Одеської дирекції Одеської залізниці на лінії Рудниця — Слобідка, між станціями Абамеликове (10 км) та Кодима (6 км).
Розташований у селі Олександрівка Кодимського району Одеської області.
На платформі зупиняються приміські поїзди Одеса-Головна — Вапнярка, крім однієї прискореної пари.